# Raphaël Vienot
Pour les articles homonymes, voir Vienot.
Raphaël Vienot, né le 31 août 1804 à Fontainebleau et mort le 2 mai 1855 à Sébastopol, est un colonel de l'armée française qui s'est particulièrement illustré au cours de la guerre de Crimée. Il est le parrain de promotion de la Corniche brutionne 2006-2008.

## Biographie
Né à Fontainebleau en 1804, il est admis à l’École spéciale militaire de Saint-Cyr en 1823 après neuf années d'études au Prytanée Militaire de La Flèche. Il en sort comme sous-lieutenant et est affecté au 4e régiment d'infanterie de ligne où il sert pendant plus de vingt ans.
En 1846, il est nommé chef de bataillon au 20e régiment d'infanterie légère et rejoint ensuite en 1852, le 1er régiment de la Légion étrangère avec le grade de lieutenant-colonel.
Le 5 septembre 1854, en pleine guerre de Crimée contre les Russes il est nommé chef de corps. À partir d’avril 1855, il mène avec les alliés de vigoureuses offensives sur les ouvrages établis à l’extérieur de Sébastopol pour rejeter les défenseurs dans l’enceinte principale de la place.
Dans la nuit du 1er au 2 mai, il s’élance avec son régiment à l’assaut de la redoute Schwartz. Les Russes sont bousculés par l’élan des légionnaires, mais le colonel Viénot tombe frappé d'une balle en plein front. Au cours de cet assaut, quatorze des dix-huit officiers du régiment seront tués.
Il est le deuxième chef de corps d'un régiment de Légion étrangère mort à la tête de ses hommes, après le colonel Conrad (en).

## Postérité
Son nom est donné quelques années après sa mort à la Maison mère de la Légion à Sidi Bel Abbès, puis en 1962 à l’actuel quartier du 1er Régiment étranger, à Aubagne.
Il a été choisi comme parrain par la promotion 2006 - 2008 de la Corniche brutionne.